# Sergei Smirnow (Basketballspieler)
Sergei Smirnow (russisch Сергей Смирнов; * 4. März 1975 in Tscheljabinsk) ist ein ehemaliger russischer Basketballspieler.

## Laufbahn
Der 2,15 Meter große Innenspieler war russischer Junioren-Nationalspieler und nahm im Juli 1995 mit der U22-Auswahl seines Landes an der Europameisterschaft dieser Altersklasse teil. Auf Vereinsebene spielte Smirnow für Awtodor Saratow, sammelte mit der Mannschaft internationale Erfahrung in mehreren Europapokalwettbewerben. Er stand dann bei Spartak Moskau und Schachtjor Irkutsk unter Vertrag, ehe er zur Saison 2000/2001 zum deutschen Zweitligisten USC Freiburg wechselte.
Im Frühjahr 2001 wurde er vom angeschlagenen Bundesligisten Braunschweig verpflichtet, der aufgrund des Rückzugs des Hauptgeldgebers und des Weggangs der meisten Spieler unter dem neuen Trainer Ken Scalabroni mitten in der Saison eine neue Mannschaft zusammenstellte. Smirnow trug in der Saison 2000/01 in 14 Partien das Braunschweiger Hemd und erzielte 2,9 Punkte sowie 3,2 Rebounds je Begegnung. Er erreichte mit den Niedersachsen trotz des unruhigen Saisonverlaufs überraschenderweise das Bundesliga-Viertelfinale. Neben Marko Verginella war Smirnow der einzige Spieler, der den Braunschweigern in der Folgesaison 2001/02 treu blieb. Er erzielte in 27 Saisonspielen 3,5 Punkte und 2,6 Rebounds im Schnitt für die Scalabroni-Mannschaft. Das beste Spiel seiner Bundesliga-Zeit bestritt der Russe Ende Oktober 2001 gegen Alba Berlin, als ihm 11 Punkte und acht Rebounds gelangen. Später spielte Smirnow unter anderem für die Mannschaft Barsy Atyrau in Kasachstan.